# Мейборі (Західна Вірджинія)
Мейборі (англ. Maybeury) — переписна місцевість (CDP) в США, в окрузі Мак-Дауелл штату Західна Вірджинія. Населення — 109 осіб (2020).

## Географія
Мейборі розташоване за координатами 37°22′0″ пн. ш. 81°21′29″ зх. д. / 37.36667° пн. ш. 81.35806° зх. д. (37.366561, -81.357999).  За даними Бюро перепису населення США в 2010 році переписна місцевість мала площу 4,32 км², з яких 4,32 км² — суходіл та 0,00 км² — водойми.

## Демографія
Згідно з переписом 2010 року, у переписній місцевості мешкали 234 особи в 93 домогосподарствах у складі 60 родин. Густота населення становила 54 особи/км².  Було 129 помешкань (30/км²).
Расовий склад населення:
| - 51,3 % — білих - 44,4 % — чорних або афроамериканців - 2,6 % — корінних американців |

До двох чи більше рас належало 1,7 %. Частка іспаномовних становила 0,4 % від усіх жителів.
За віковим діапазоном населення розподілялося таким чином: 22,2 % — особи молодші 18 років, 65,4 % — особи у віці 18—64 років, 12,4 % — особи у віці 65 років та старші. Медіана віку мешканця становила 38,6 року. На 100 осіб жіночої статі у переписній місцевості припадало 108,9 чоловіків;  на 100 жінок у віці від 18 років та старших — 109,2 чоловіків також старших 18 років.
За межею бідності перебувало 55,0 % осіб, у тому числі 67,9 % дітей у віці до 18 років та 0,0 % осіб у віці 65 років та старших.
Цивільне працевлаштоване населення становило 37 осіб. Основні галузі зайнятості: освіта, охорона здоров'я та соціальна допомога — 62,2 %, публічна адміністрація — 29,7 %, будівництво — 8,1 %.